# Giro di Romagna 1984
Il Giro di Romagna 1984, cinquantanovesima edizione della corsa, si svolse il 22 settembre 1984 su un percorso di 238 km. La vittoria fu appannaggio dell'italiano Pierino Gavazzi, che completò il percorso in 6h09'00", precedendo il connazionale Giovanni Mantovani e lo svizzero Leo Schönenberger.

## Ordine d'arrivo (Top 10)
| Pos. | Corridore          | Squadra                  | Tempo    |
| ---- | ------------------ | ------------------------ | -------- |
| 1    | Pierino Gavazzi    | Atala-Campagnolo         | 6h09'00" |
| 2    | Giovanni Mantovani | Malvor-Bottecchia        | s.t.     |
| 3    | Leo Schönenberger  | Dromedario-Alan-Sidermec | s.t.     |
| 4    | Alfredo Chinetti   | Supermercati Brianzoli   | s.t.     |
| 5    | Giuliano Pavanello | Supermercati Brianzoli   | s.t.     |
| 6    | Sergio Santimaria  | Del Tongo-Colnago        | s.t.     |
| 7    | Silvano Riccò      | Santini-Conti-Galli      | s.t.     |
| 8    | Acácio da Silva    | Malvor-Bottecchia        | s.t.     |
| 9    | Giuseppe Saronni   | Del Tongo-Colnago        | s.t.     |
| 10   | Giuseppe Petito    | Alfa Lum-Olmo            | s.t.     |